# Code ZIP
Pour les articles homonymes, voir Zip.
Un code ZIP est un code postal utilisé aux États-Unis par l'United States Postal Service (USPS). Le mot ZIP, toujours écrit en majuscules, est un acronyme pour Zone Improvement Plan, ou « plan d'amélioration du zonage ». Par ailleurs, ce mot est censé suggérer que grâce au système ZIP, le courrier voyage de façon efficace et rapide.
Une extension, appelée ZIP+4, ajoute quatre chiffres supplémentaires à ces cinq chiffres de base : il est ainsi possible d'adresser du courrier à un emplacement précis plutôt qu'à un code postal.
Le terme anglais « ZIP Code » était à l'origine une marque déposée de l'USPS, mais cet enregistrement a expiré.

## Description
Les services postaux mirent en place des zones postales pour les grandes villes américaines en 1943.
John Smith
3256 Epiphenomenal Avenue
Minneapolis 16, Minnesota
Wikimedia Foundation Inc.
200 2d Ave. South #358
St. Petersburg 1, Florida
Le « 16 » du premier exemple et le « 1 » du second représentent la zone postale à l'intérieur de la ville.
Au début des années 1960, le besoin d'un système plus général se fit sentir. C'est ainsi que les codes ZIP à cinq chiffres furent introduits le 1er juillet 1963 pour tout le pays. Au départ, les codes ZIP étaient facultatifs. Le concept des codes ZIP a été conçu à l'origine par Robert Moon, un employé des postes. Ce dernier a eu l'idée d'un code à trois chiffres (les trois premiers du système ZIP) pour décrire la région des États-Unis. Dans la plupart des cas, les deux derniers chiffres correspondent à l'ancien numéro de zone postale. Ainsi, les deux adresses ci-dessus s'écrivent de la façon suivante avec les codes ZIP :
John Smith
3256 Epiphenomenal Avenue
Minneapolis, Minnesota 55416
Wikimedia Foundation Inc.
200 2nd Ave. South #358
St. Petersburg, Florida 33701
Au début des années 1960, l'USPS introduit un personnage de bande dessinée appelé Mr. Zip dans l'optique de promouvoir l'utilisation du code ZIP, en particulier auprès des particuliers. 
En 1967, les codes ZIP devinrent obligatoires pour les sociétés qui expédient du courrier en masse, et le système se généralisa rapidement.

## ZIP+4
En 1983, l'USPS étendit le code ZIP en un système appelé ZIP+4. Par exemple, l'adresse suivante contient un code ZIP+4 :
Wikimedia Foundation Inc.
200 2nd Ave. South #358
St. Petersburg, FL 33701-4313
Un code ZIP+4 utilise les cinq chiffres de base du code ZIP, plus quatre chiffres supplémentaires, de façon à identifier une section géographique à l'intérieur de la zone de desserte du code ZIP : par exemple, un quartier, un groupe d'appartements, un destinataire de gros volumes de courrier, ou toute entité pertinente pour l'amélioration du tri et de la distribution. Le code ZIP+4 n'est pas obligatoire, sauf pour certains envois prétriés. En général, un lecteur optique détermine automatiquement le code ZIP+4 à partir de l'adresse, ainsi qu'un éventuel point de distribution très spécifique, et imprime un code-barres POSTNET. Cette technique a grandement amélioré la rapidité et la fiabilité de la distribution du courrier, tout en maintenant des coûts constants.
Pour ce qui est des boîtes postales, chaque boîte possède en général son propre code ZIP+4. Les quatre chiffres supplémentaires sont souvent constitués des quatre derniers chiffres du numéro de la boîte postale (on complète avec des zéros le cas échéant). Cependant, il n'y a pas de règle absolue.
Le code 9998 est en général utilisé pour désigner le receveur, le 9999 pour la poste restante, et les autres numéros élevés pour le courrier préaffranchi. Le code 0001 est utilisé lorsque le code ZIP désigne un destinataire unique.

## Cas particuliers
Un certain nombre de bâtiments, du fait de leur population ou du volume de courrier reçu disposent d'un code ZIP qui leur est propre, parmi eux l'Empire State Building (10118) ou la Maison-Blanche (20500).